# Keeper of the Seven Keys, Part 2
Keeper of the Seven Keys, Part 2 treći je studijski album njemačkog power metal sastava Helloween, koji je prvotno bio zamišljen kao dvostruki album, ali zbog odluke managementa je ispalo drugačije. 
Po nekima, ovo je produkcijski nešto lošiji album od prvog dijela, ali glazbeno i tekstualno najbolji album Helloweena ikada. Ujedno, ovo je i posljednji album u čijem stvaranju je sudjelovao Kai Hansen, jedna od sivih eminencija banda (kasnije osnivač i frontman sastava Gamma Ray). Helloween se nikada nisu oporavili od odlaska Kaia, i nikad više u sljedećih dvadeset godina, do danas, nisu snimili ovako dobar album. Zahvaljujući ovom (i prvom dijelu) albumu postoje i danas, i uglavnom žive na staroj slavi iz vremena Keeper-a (od 1987. – 1988. godine).

## Popis pjesama
1. "Invitation" - 1:06
2. "Eagle Fly Free" - 5:08
3. "You Always Walk Alone" - 5:08
4. "Rise and Fall" - 4:22
5. "Dr. Stein" - 5:03
6. "We Got the Right" - 5:07
7. "Save Us" - 5:12
8. "March of Time" - 5:13
9. "I Want Out" - 4:39
10. "Keeper of the Seven Keys" - 13:38